# 오조라정
오조라정(일본어: 大空町)은 일본 홋카이도 오호츠크 종합진흥국 관내의 아바시리군에 속한 정이다.

## 지리
오호츠크 종합진흥국 관내 동부에 위치한다. 구 메만베쓰정 지역은 대지와 아바시리강 유역의 저습지로 구성되고 돈대(동부로 퍼지는 대지)에서는 밭농사, 저대(아바시리강 유역의 저습지)에서는 논을 중심으로 한 농업이 발달해 있다. 구 히가시모코토촌 지역은 북부에서 남부의 산악 지대에 걸쳐 평야·구릉이 펼쳐진다.

### 기후
오호츠크해 기단의 영향을 받아 저온 소우의 기후를 보인다.

## 역사
- 1898년 - 농업에 종사하는 사람이 정착해 본격적인 개척이 시작되었다.
- 1921년 - 아바시리정(현 아바시리시)에서 분리되어 메만베쓰촌이 탄생하였다.
- 1947년 - 아바시리정(현 아바시리시)의 시 승격과 동시에 히가시모코토촌을 분리하였다.
- 1951년 - 정으로 승격해 메만베쓰정이 되었다.
- 2006년 - 메만베쓰정과 히가시모코토촌이 대등 합병해 오조라정이 되었다.

## 경제
농업(밭농사), 낙농업, 어업이 발달해 있다.

## 교통

### 공항
- 메만베쓰 공항

### 철도
- 홋카이도 여객철도 세키호쿠 본선

### 도로
- 국도 39호선
- 국도 334호선(일본어판)